# 野球少女
『野球少女』（やきゅうしょうじょ、야구소녀）は、2019年公開の韓国映画。第24回釜山国際映画祭のパノラマ部門に出品されワールドプレミア上映されたのち、2020年に一般公開された。

## 概要
韓国では1996年の規約改定により女性もプロ野球選手になることができるが、女子選手はなかなかプロ球団のトライアウトを受けさせてもらえない実情があった。本作の主人公スインは、1997年に韓国で女性として初めて高校の野球部に所属し、その後韓国プロ野球（KBO）主催の公式戦に先発登板したアン・ヒャンミ選手がモデルになっている。但し、韓国野球に関する著作も多いジャーナリストの室井昌也によると、アン投手が先発登板したのはKBO主催のプロの公式戦ではなく、日本の甲子園大会に相当する「大統領杯全国高校野球大会」の準決勝であったと指摘している。

## あらすじ
投手として最高球速134kmの球を投げ天才野球少女と呼ばれてきたスイン（イ・ジュヨン）は、高校卒業目前にプロ野球選手になることを目標に掲げていた。しかし、女子という理由でトライアウトを受けさせてもらえず、プロからラブコールを受けたのはリトルリーグ時代からのチームメイト、ジョンホ（クァク・ドンヨン）だった。周囲からは諦めるよう忠告されてしまうが、それでもスインは女性初のプロ野球選手の夢を諦めず努力を重ねていく。そんな時、新しくスインの前に新任のコーチ、ジンテ（イ・ジュニク）が現れる。

## キャスト
- チュ・スイン：イ・ジュヨン
- チェ・ジンテ：イ・ジュニョク
- スインの母：ヨム・ヘラン
- スインの父：ソン・ヨンギュ
- イ・ジョンホ：クァク・ドンヨン
- ハン・バングル：チュ・ヘウン
- パク監督：キム・ジョンス
- キム団長：ユ・ジェミョン

## スタッフ
- 脚本・監督 - チェ・ユンテ
- 撮影 - ハン・スンヨン
- 編集 - チョ・ユンテ
- 音楽 - ロコモーティブ、チョン・チハン
- 美術 - パク・ジンア
- 音響効果 - パク・チェヒョン、イム・ヒョンギュ
- 日本語字幕 - 根本理恵

## 受賞
- 第45回ソウル独立映画祭 独立スター賞俳優部門（イ・ジュヨン）[1]
- 第19回ニューヨーク・アジアン映画祭 国際ライジングスター賞（イ・ジュヨン）[8]